# 松川保雄
松川 保雄（まつかわ やすお、1929年6月30日 - 2019年7月9日）は、日本の経営者。トーメン(現在の豊田通商)社長、会長を務めた。

## 経歴
東京都出身。1953年に名古屋大学法学部法律学科を卒業し、同年に東洋綿花に入社。1979年6月に取締役に就任し、1984年6月に常務、1987年6月に専務、1990年10月に副社長を経て、1993年6月に社長に就任。1997年6月から1998年6月までに会長を務めた。
1994年4月に藍綬褒章を受章。
2019年7月9日肺炎のために死去。90歳没。